# The Morning After Girls
The Morning After Girls is een Australische neo-psychedelische band. De groep ontstond in 2003 in Melbourne met de oorspronkelijke bandleden Sacha Lucashenko (zang en gitaar) en Martin B. Sleeman (eveneens zang en gitaar). In 2008 verhuisde de band tijdelijk naar New York en in de 'Amerikaanse' bezetting traden Alexander White (toetsen, percussie, achtergrondzang), EJ Hagen (basgitaar) en Anthony Johnson (drums) op.

## Geschiedenis
De groep bracht in 2003 en 2005 in totaal twee ep's uit, die beide als titel The Morning After Girls" droegen. In september 2005 werden deze ep's samengevoegd en als compleet album uitgebracht onder de titels The Morning After Girls: Prelude EPs 1 & 2 in Noord-Amerika en Shadows Evolve in Australië en het Verenigd Koninkrijk. Zanger Mark Gardener van de band Ride deed mee in de track "Fall Before Waking".
De band ging op tournee met Black Rebel Motorcycle Club, The Dandy Warhols, The Brian Jonestown Massacre, The Black Keys en The Warlocks en trad op diverse festivals op, waaronder T in the Park en het Oxegen Festival.
In 2009 volgde het album Alone.
The Morning After Girls droegen met het nummer "Death Processions" bij aan de game Tony Hawk Ride, met Alone aan de televisieserie 90210 en met "To Be Your Loss" aan The Vampire Diaries.

## Discografie

### Albums
- 2005 - The Morning After Girls: Prelude EPs 1 & 2 (VS)/ Shadows Evolve (Australië/VK)
- 2009 - Alone

### Ep's
- 2003 - The Morning After Girls EP 1
- 2005 - The Morning After Girls EP 2
- 2009 - The General Public

### Singles
- 2005 - "Hi-Skies"
- 2006 - "Run For Our Lives"
- 2006 - "Shadows Evolve"
- 2008 - "Straight Thru You"
- 2009 - "The General Public"